# Johann Franz von Heßler

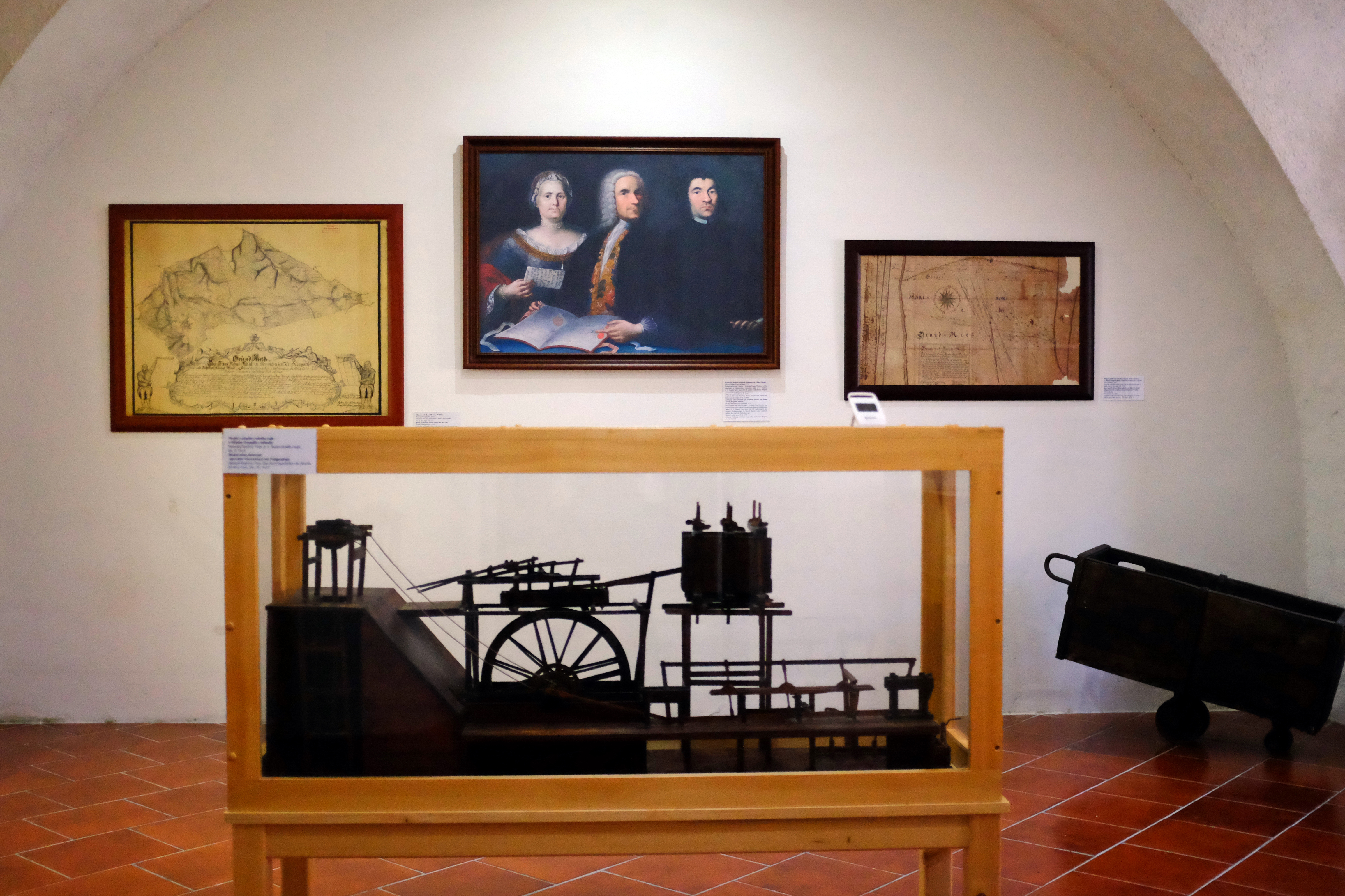
Bildnis Barbara und Franz Heßlers, sowie des von dem Ehepaar gestifteten Kreuzkaplans im Museum Horni Blatna

Johann Franz Heßler, seit 1749 Freiherr von Heßler (getauft 13. September 1693 in Sankt Joachimsthal; † 27. März 1770 in Welchau) war ein böhmischer Montanunternehmer, Gutsbesitzer und kaiserlicher Rat, der in den Adelsstand erhoben wurde.

## Leben

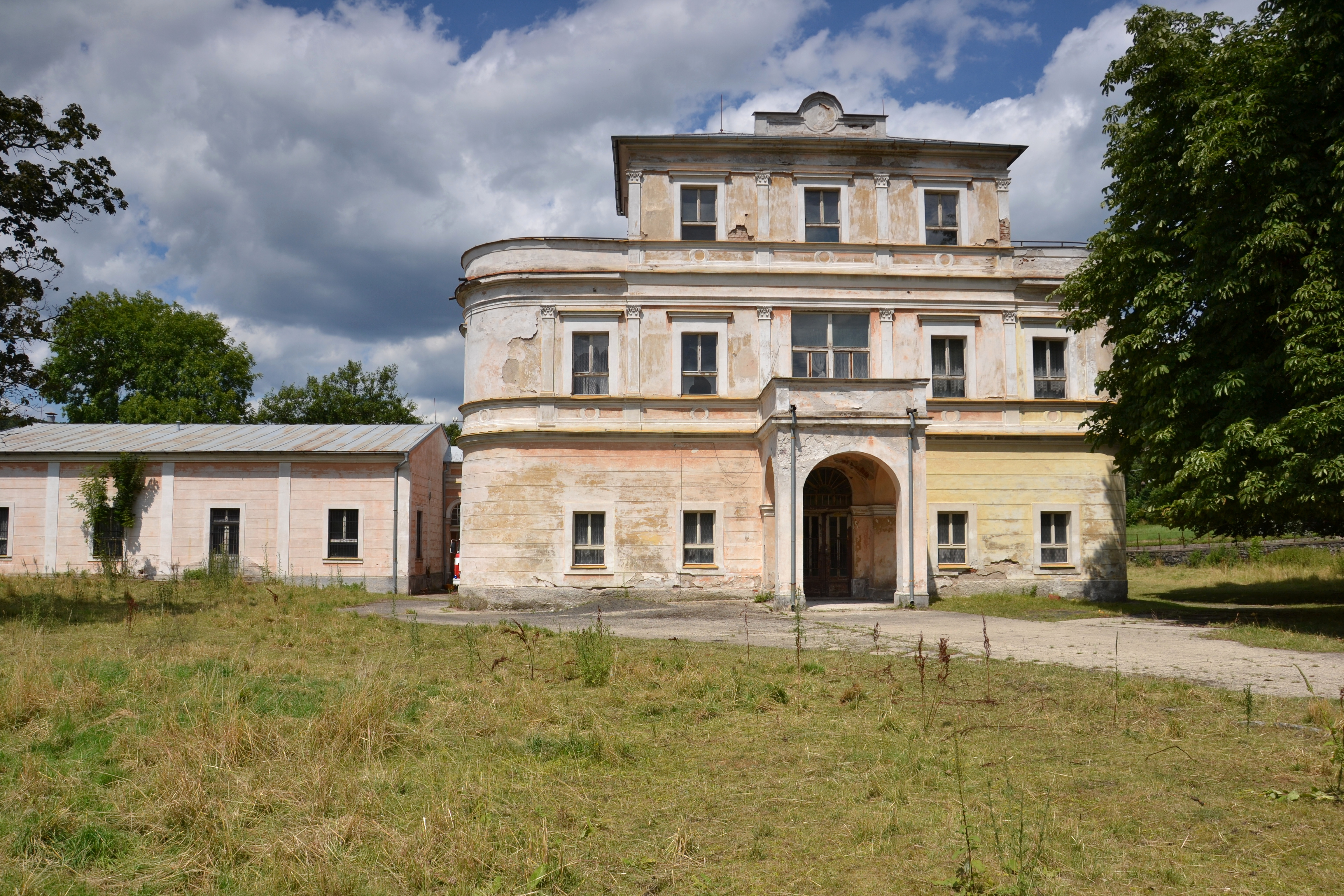
Schloss Welchau, Sterbeort

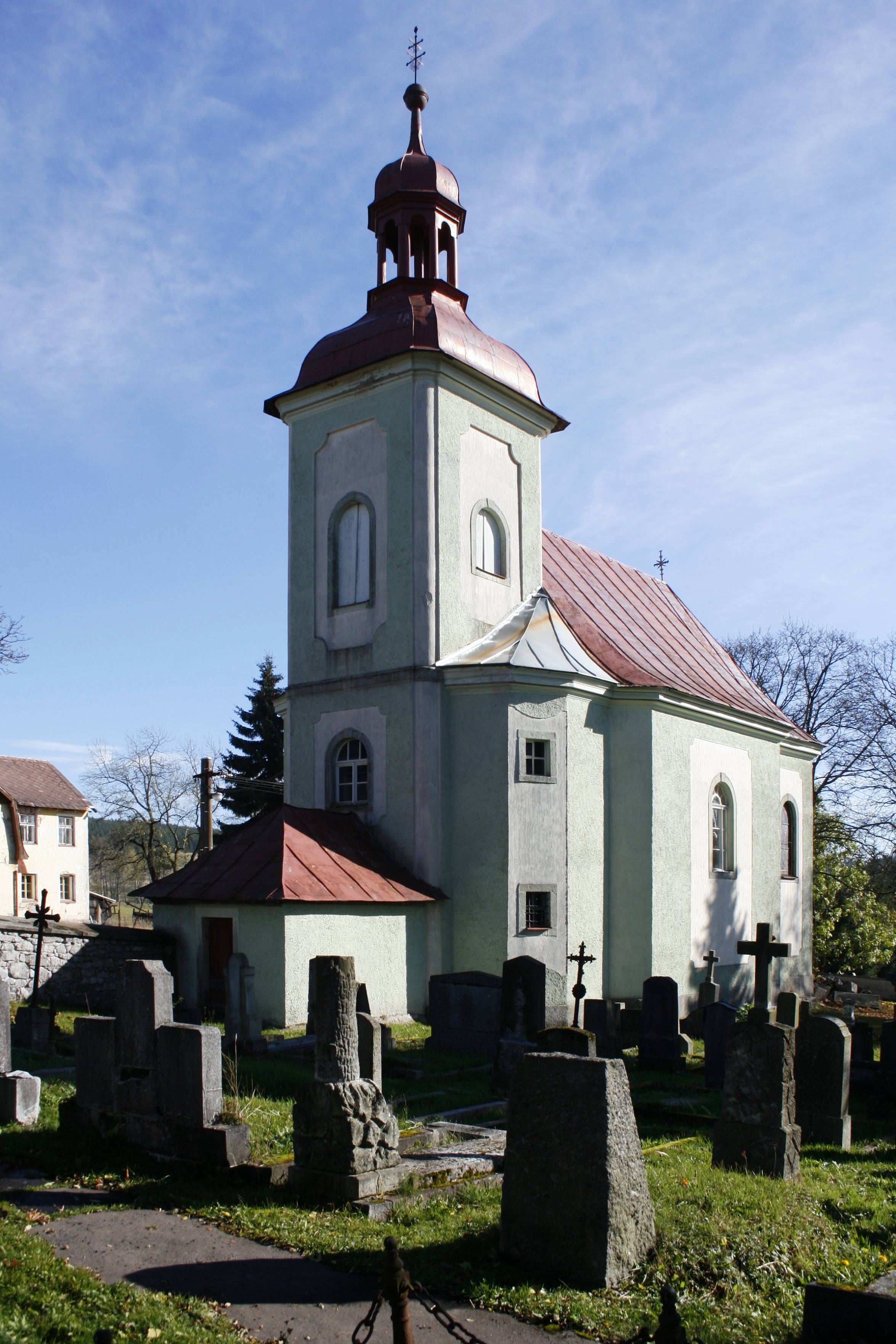
Kreuzkapelle in Horní Blatná, Begräbnisstätte

Er stammte aus einer angesehenen Joachimsthaler Familie und war der Sohn des Stadtschreibers und Bergmeisters Johann Christoph Heßler und dessen Ehefrau Maria Sophia geb. Weyer. Sein Großvater väterlicherseits war der Bürgermeister Valentin Christoph Heßler, der 1682 der alten Stadtpfarrkirche zwei hohe Leuchter aus Holz und zwei Osterkerzen, worauf das Heßlerische Wappen angebracht war, stiftete. Die Gegenstände gingen bei dem Stadtbrand von 1873 verloren. Sein Großvater mütterlicherseits Johann Christian Weyer († 1678) war dort Oberamtsverwalter und Bürgermeister, der in der alten Stadtpfarrkirche begraben und dessen Wappen (Leopard auf goldenen Feld) an einer der Kirchensäulen angebracht war.
Von Heßlers frühem Werdegang ist wenig bekannt. Von 1723 bis 1725 bekleidete er in Weipert das Amt des Stadtschreibers. Seit 1731 hielt er sich in Platten auf, wo er vom Kaiser als Grenzzolleinnehmer eingesetzt wurde. Eine Geschichte berichtet das Heßlers Schwiegervater, der Blaufarbenwerksbesitzer Joseph Putz, über viele Jahre erfolglos die Zinngrube St. Konrad betrieben hatte. Kurz vor seinem Tode im Jahre 1729 trug Putz seinen Kindern auf, den Bau nicht aufzugeben. Nachdem dieser gestorben war und sich die Erben aus den Vorhaben zurückzogen, betrieb Heßler das Bergwerk allein. Er verlor jedoch bald sein ganzes Vermögen, so dass er 1739 beschloss, nach Sachsen auszuwandern. In der letzten Nacht vor seinem Auszug ertönte vor seinem Hause der Ruf Glückauf. Es waren Bergleute, die Heßler reiche Proben seiner Zeche überbrachten. Der neue Bergsegen, mit einer Ausbeute von 200.000 Gulden und später dem Vierfache davon, erforderte eine neue Zinnschmelzhütte, die Heßler 1740 errichtete. Neben der Grube St. Konrad betrieb er die Silberzechen Gottholdstolln und Rosenhof. Aus frommer Dankbarkeit stifteten er und seine Gattin im Jahre 1739 eine Summe von 6000 Gulden zur Anstellung eines Kaplans bei der Kreuzkapelle von Platten. In den Jahren 1740 bzw. 1745 gab er bei dem bekannten böhmischen Barockmaler Elias Dollhopf zwei Ölbilder, die ihn, seine Ehefrau und den Kaplan von Platten zeigen, in Auftrag. Beide Gemälde blieben erhalten.
1747 erwarb Heßler das Rittergut Welchau und errichtete dort anstatt der alten Burg ein Schloss samt Brauerei. Am 17. Oktober 1749 erhielt er für seine Verdienste im Zollwesen und seiner Tätigkeit als kaiserlicher Rat vom Kaiser das Adelsdiplom verliehen. 1758 fielen preußische Husaren brandschatzend in Platten ein, nahmen seinen Neffen Joseph Putz, den Heßlerschen Faktor Wenzel Mayer, Daniel Müller, Christian Horbach und Franz Fischer als Geiseln nach Annaberg mit und forderten für die Freilassung Heßlers 3000 Taler Lösegeld. Zusätzlich entwendeten sie aus den Häusern von Heßler und Putz Dinge im Wert von 4300 Gulden. 1766 soll Kaiser Joseph II. unter dem Pseudonym eines Grafen von Burgau in Heßlers Haus in Platten abgestiegen sein und dort die Bittgesuche der Bewohner entgegengenommen haben. Heßler starb nach langer Krankheit am 27. März 1770 im Alter von 78 Jahren auf Schloss Welchau. Das Requiem fand in der Pfarrkirche von Welchau statt. Das Lobamt hielt Obergnaden Anton Dubsky, Freiherr von Wittenau. Am 30. März des Jahres wurde Heßlers Leichnam nach Platten überführt. Dem Leichenzug folgten seine beiden Töchter und der Welchauer Pfarrer. Heßler wurde in der Plattner Kreuzkapelle, deren Benefizium er stiftete, neben seiner ersten Gemahlin beigesetzt. Am 31. März 1770 wurde für ihn dort ein weiteres Requiem abgehalten. Nach seinem Tode wurden die meisten Zechen aufgelassen, wodurch das Bergwesen einen raschen Niedergang erfuhr. Das Familiengut Welchau erbte seine Tochter Anna Regina von Heßler. Sein Enkel Karl Ritter von Gamsenberg verkaufte Welchau wegen Überschuldung 1798 an die Grafen von Zettwitz.

## Familienwappen

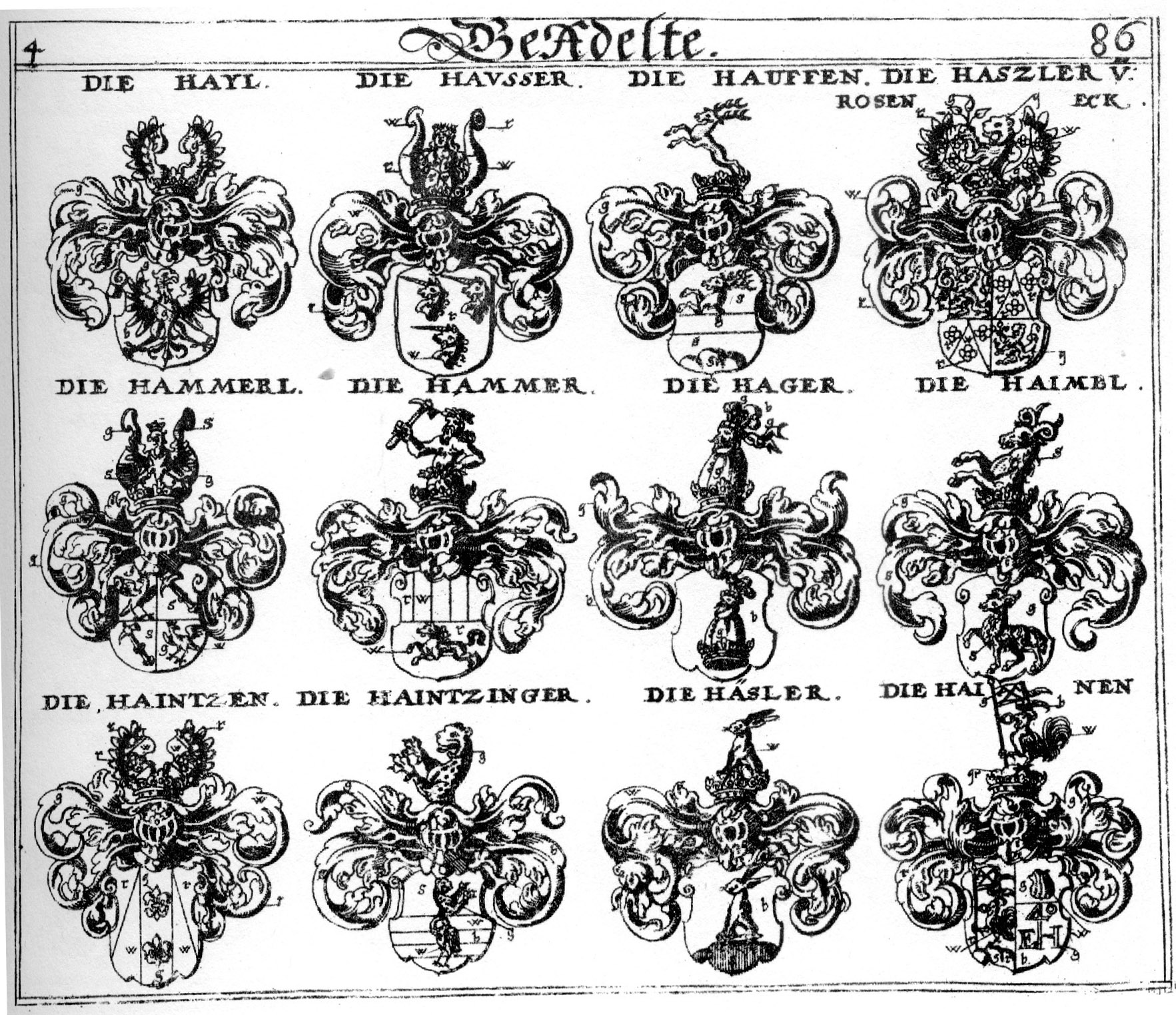
Wappen Häslers im Siebmacher

Wappenbeschreibung: Im lasurfarbigen Felde auf einem schwarz entworfenen Hübel einen weißen Hasen.

## Familie
Johann Franz Heßler heiratete 1723 in Platten Maria Barbara Putz (* 1695 in Platten; † 1747 ebenda). Aus der Ehe gingen folgende Kinder hervor:
- Maria Rosina (*/† 1725 in Weipert)
- Anna Regina Elisabetha Josepha (* 1731 in Platten; † 1797 in Welchau), erbt das Gut Welchau[11][12][13]
- Anna Maria Catharina (* 1733 in Platten), ⚭ Adalbert Schönpflug Ritter von Gamsenberg
- Anna Augusta Maria (* 1735 in Platten; † 1737 ebenda)

In zweiter Ehe heiratete Heßler um 1748 eine Anna Maria.